# باب باحل (مناخة)

تعديل مصدري - تعديل

باب باحل هي إحدى قرى عزلة المغارب السفلى بمديرية مناخة التابعة لمحافظة صنعاء، بلغ تعداد سكانها 111 نسمة حسب تعداد اليمن لعام 2004.